# Harry Potter (loạt phim)
Harry Potter là một loạt phim điện ảnh dựa trên loạt tiểu thuyết cùng tên của J. K. Rowling. Loạt phim được phát hành bởi Warner Bros. Pictures và bao gồm tám phần phim giả tưởng, bắt đầu với Harry Potter và Hòn đá phù thủy (2001) và kết thúc là Harry Potter và Bảo bối Tử thần – Phần 2 (2011). Một loạt phim tiền truyện được lên kế hoạch bao gồm năm phần phim bắt đầu với Sinh vật huyền bí và nơi tìm ra chúng (2016), đánh dấu sự khởi đầu của nhượng quyền truyền thông chia sẻ Thế giới Phù thủy (Wizarding World).
Loạt phim chủ yếu do David Heyman sản xuất, và có sự tham gia của Daniel Radcliffe, Rupert Grint và Emma Watson trong vai ba nhân vật chính: Harry Potter, Ron Weasley và Hermione Granger. Bốn đạo diễn đã làm việc cho loạt phim: Chris Columbus, Alfonso Cuarón, Mike Newell và David Yates. Michael Goldenberg viết kịch bản cho Harry Potter và Hội Phượng hoàng (2007), trong khi kịch bản các phim còn lại do Steve Kloves viết. Quá trình sản xuất diễn ra trong hơn mười năm, với cốt truyện chính theo sau hành trình của Harry để vượt qua kẻ thù không đội trời chung của mình là Chúa tể Voldemort.
Harry Potter và Bảo bối Tử thần, cuốn tiểu thuyết thứ bảy và cũng là cuốn cuối cùng trong bộ truyện, đã được chuyển thể thành hai phần dài tập. Phần 1 được phát hành vào tháng 11 năm 2010, và Phần 2 được phát hành vào tháng 7 năm 2011.
Bảo bối tử thần – Phần 1, Hòn đá phù thủy và Bảo bối tử thần – Phần 2 nằm trong số 50 phim có doanh thu cao nhất mọi thời đại và xếp chúng là phim có doanh thu cao thứ 49, 47 và thứ 13, với Hòn đá phù thủy và Bảo bối tử thần – Phần 2 thu về hơn 1 tỷ đô la Mỹ. Đây là loạt phim có doanh thu cao thứ tư với 7,7 tỷ đô la Mỹ doanh thu trên toàn thế giới.

### Phân vai Harry, Ron và Hermione

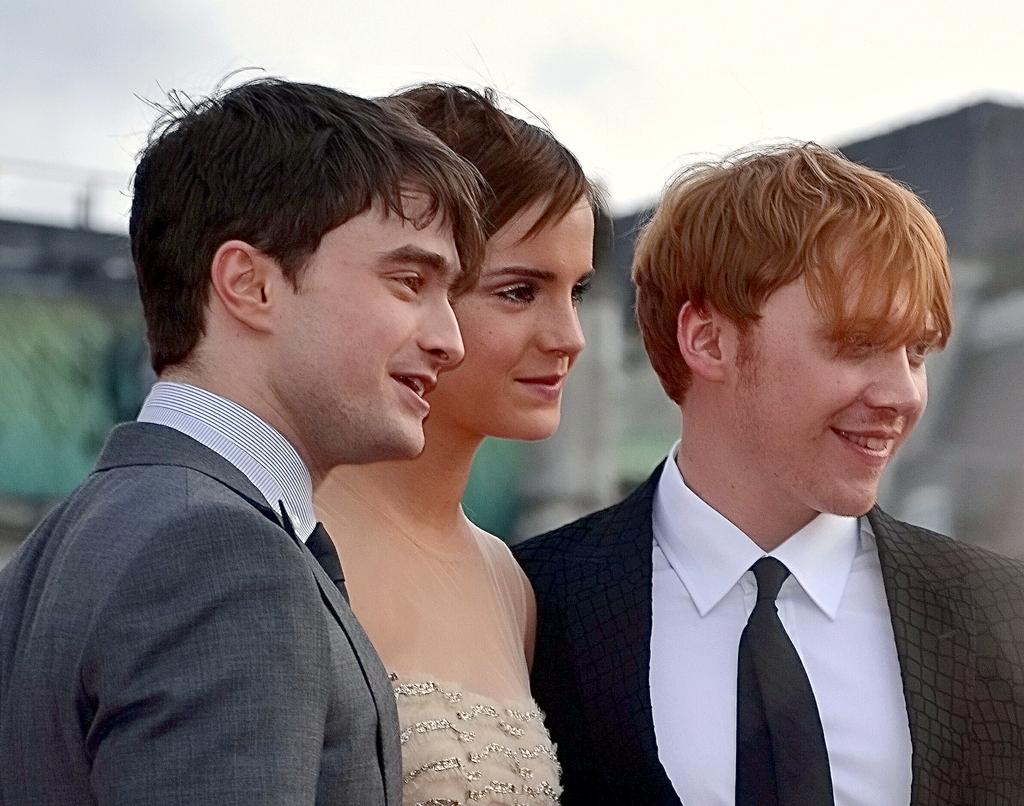
Daniel Radcliffe, Emma Watson, và Rupert Grint tại buổi ra mắt Harry Potter và Bảo bối Tử thần – Phần 2 tại Quảng trường Trafalgar, London vào ngày 7 tháng 7 năm 2011.

## Sản xuất

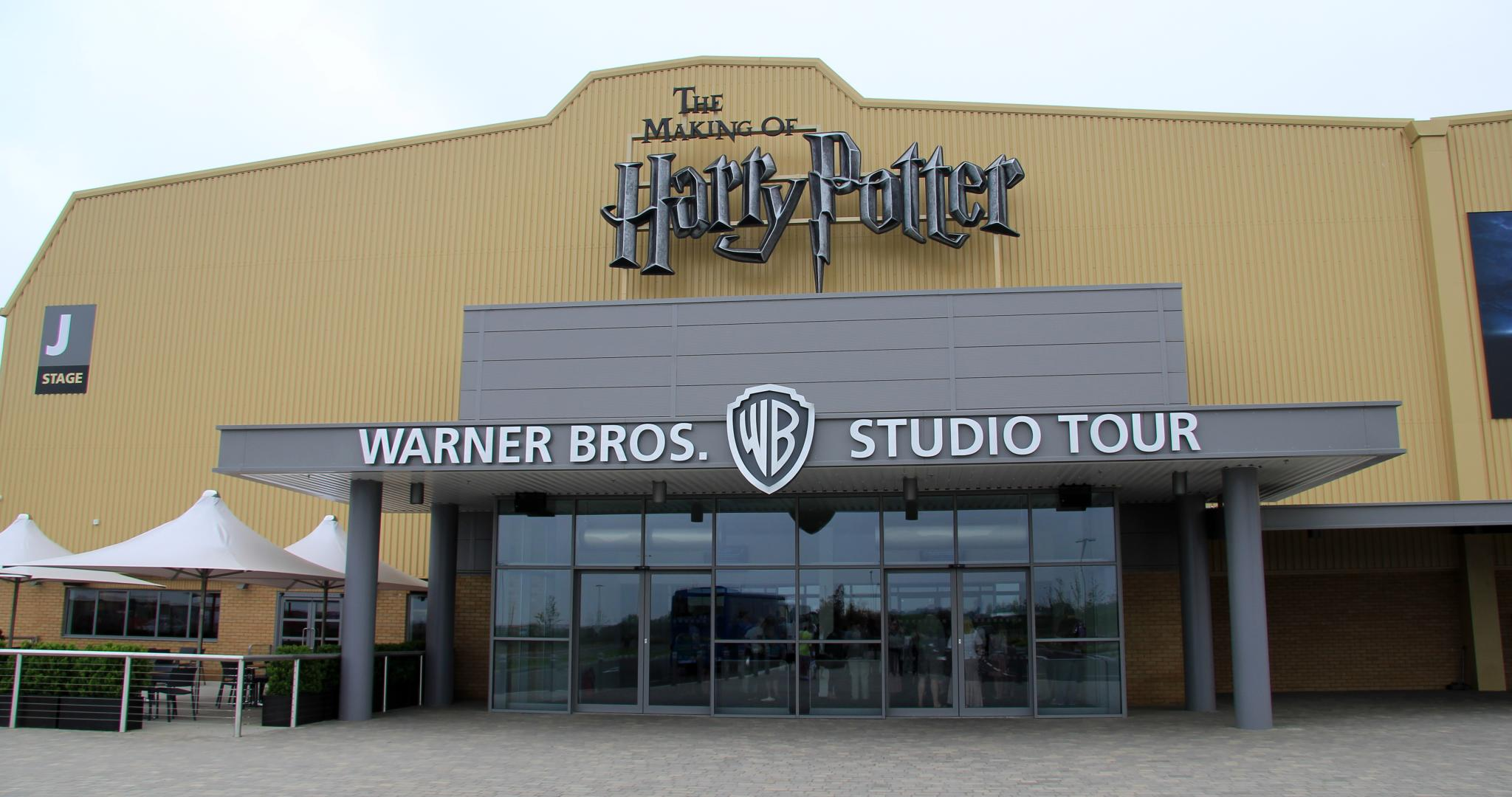
Warner Bros. Studios, Leavesden, nơi quay phần lớn loạt phim. Harry Potter cũng được quay ở các khu vực khác, bao gồm cả Pinewood Studios.

### Các đạo diễn

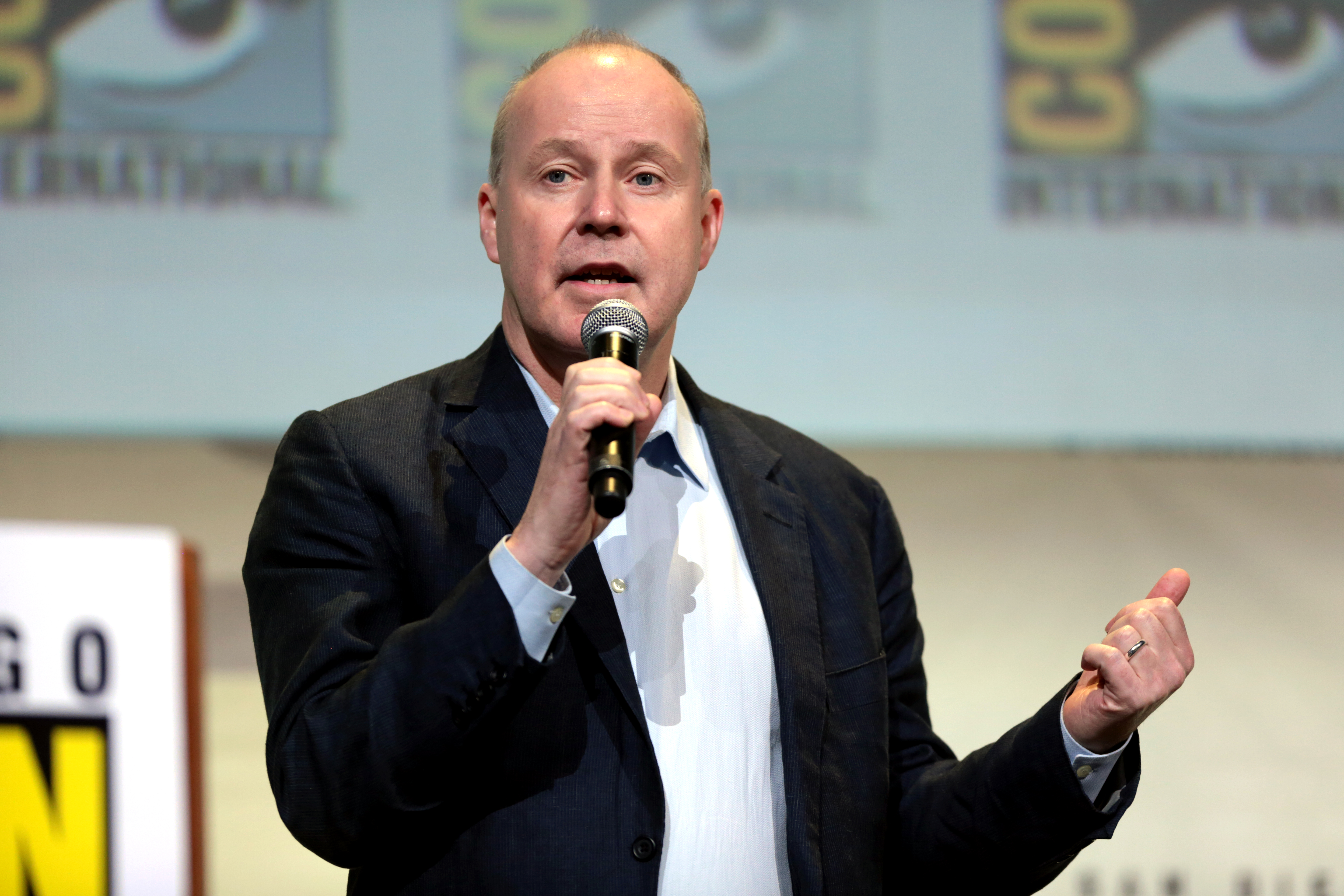
David Yates đạo diễn bốn trong số các phim trong loạt phim, bao gồm cả hai phần cuối cùng Bảo bối Tử thần.

### Kịch bản

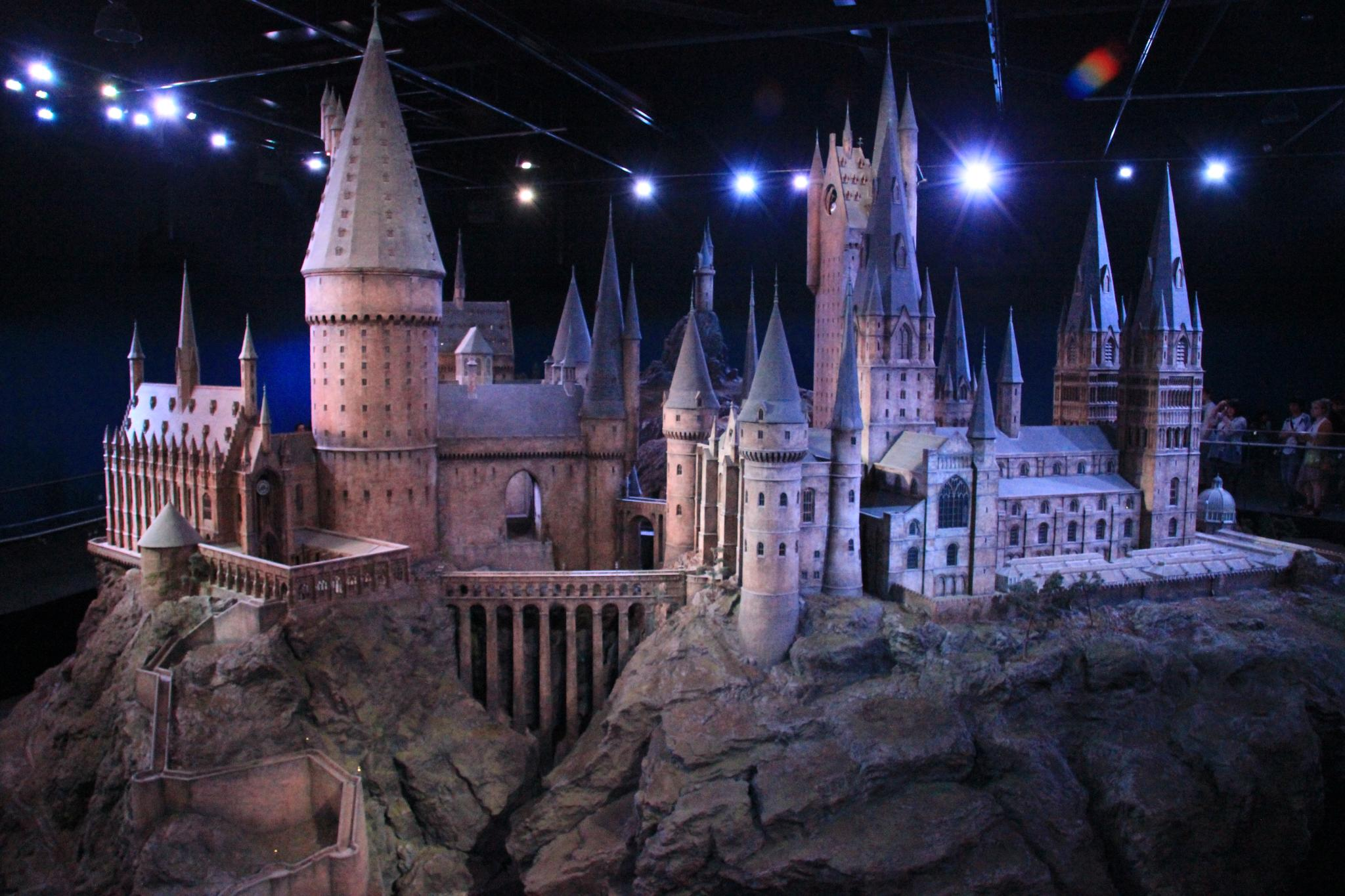
Một mô hình trường quay của trường Hogwarts. Đây là bối cảnh chính trong bộ truyện; lâu đài có trong mọi tiểu thuyết và phim chuyển thể trên màn ảnh.

### Thiết kế trường quay

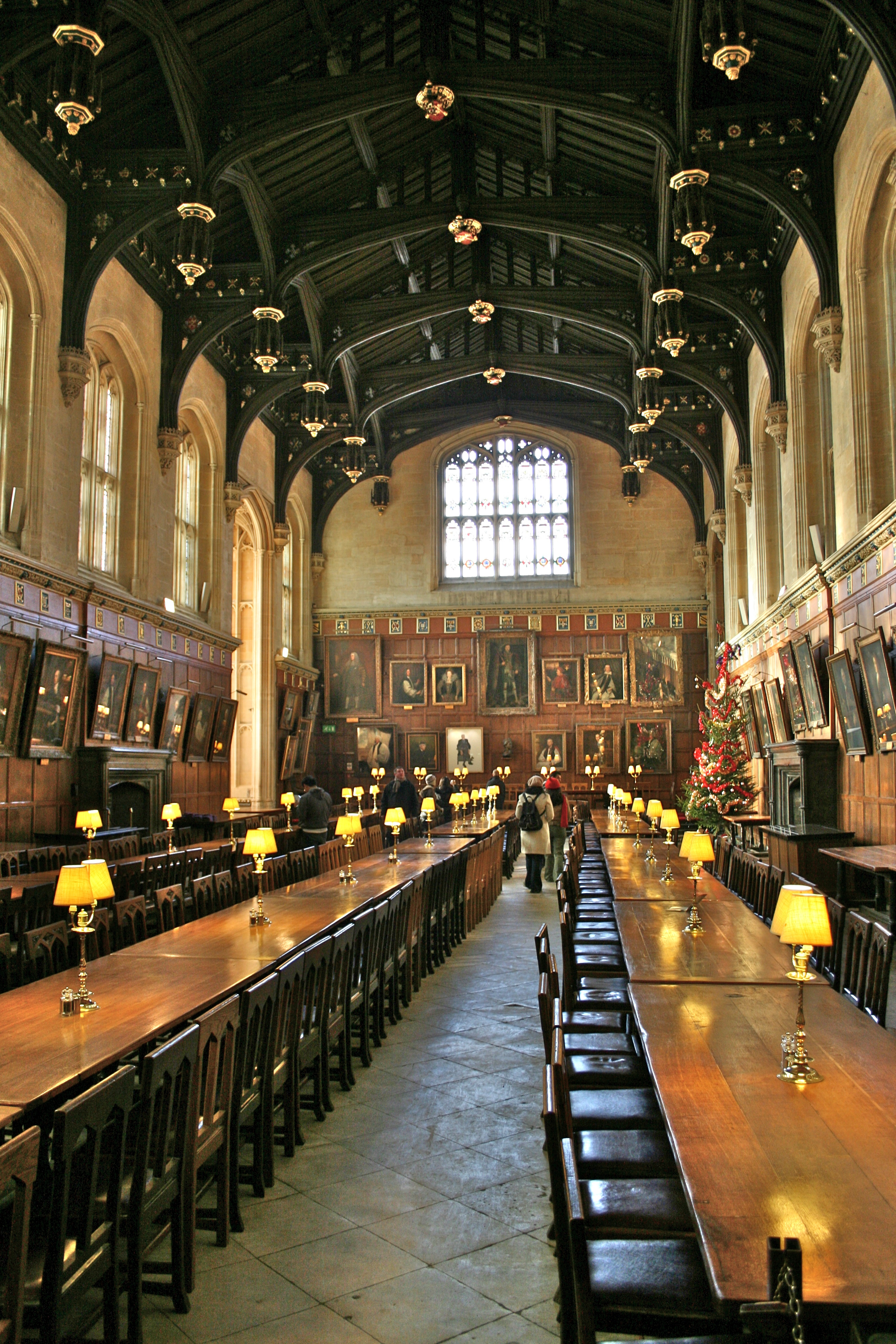
Đại sảnh Nhà thờ Chúa ở Oxford, Anh, nguồn cảm hứng cho phim trường Đại sảnh đường Hogwarts.

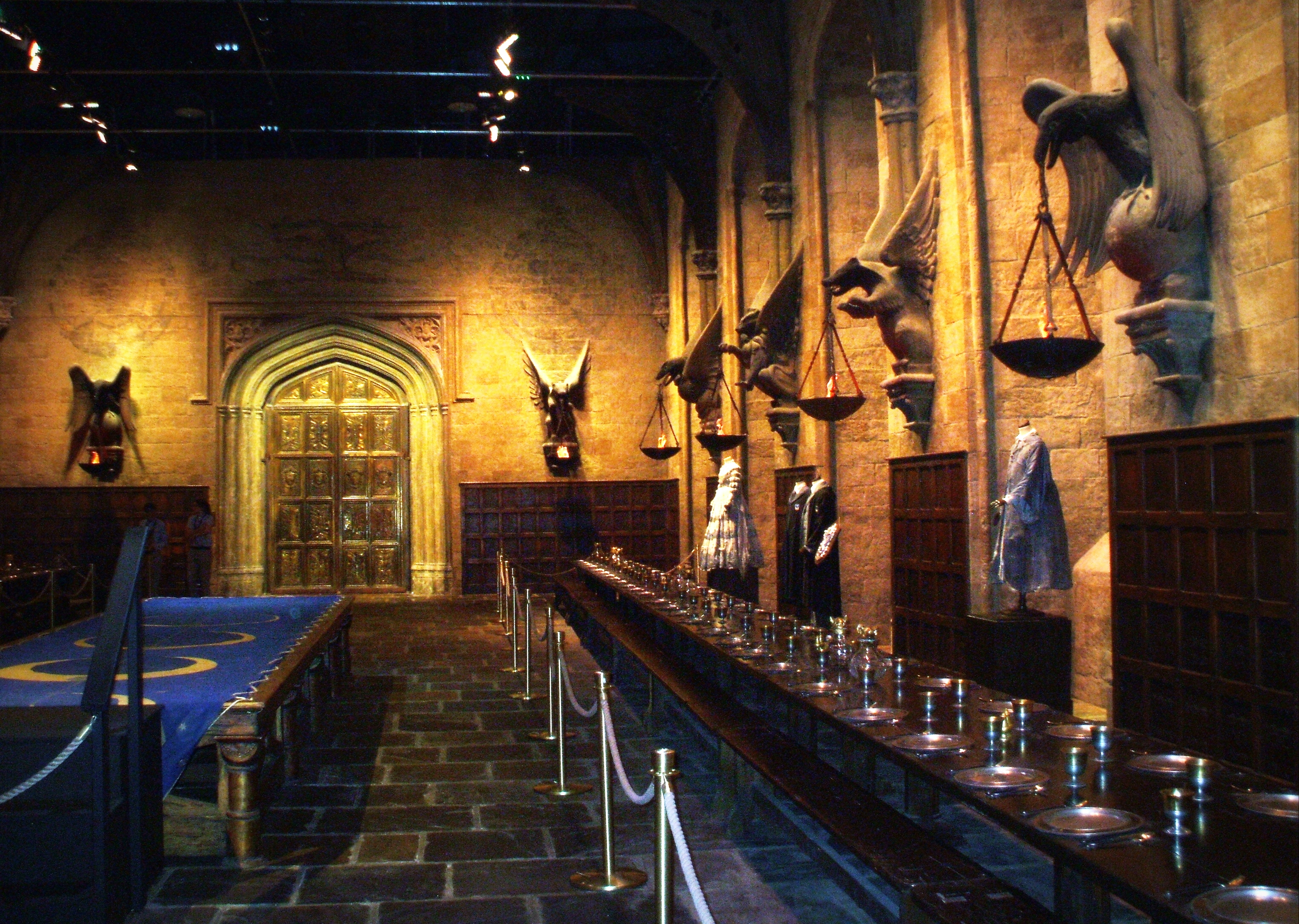
Phim trường của Đại sảnh đường Hogwarts là một trong những phim trường đầu tiên từng được tạo ra cho loạt phim.

### Âm nhạc

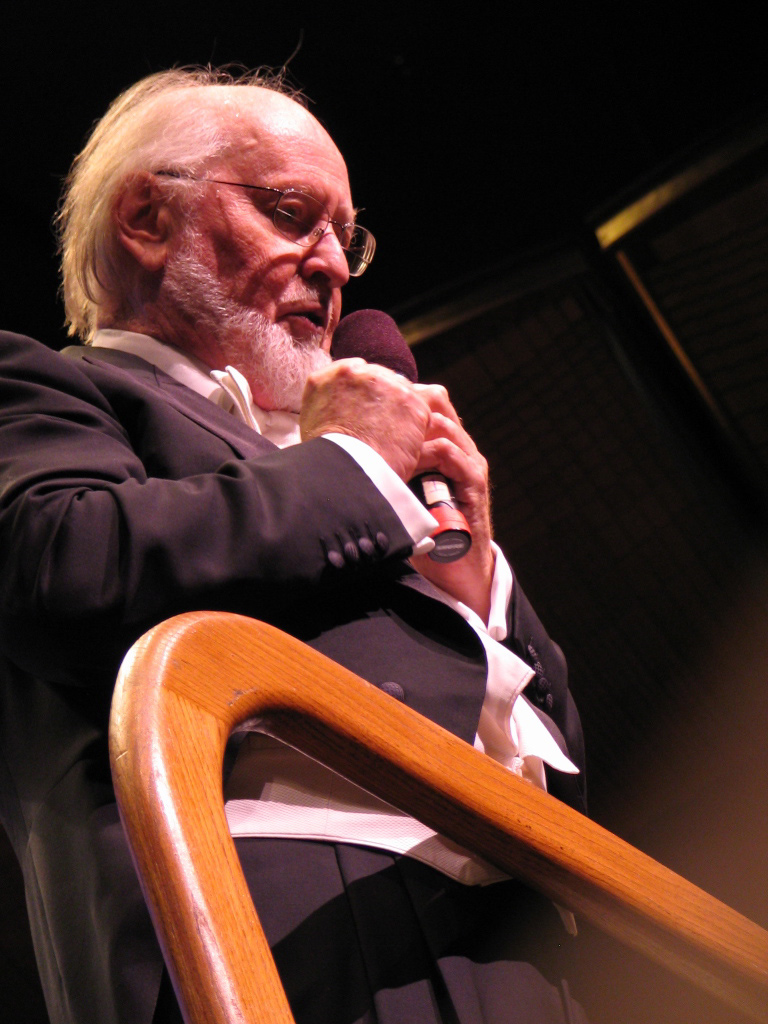
John Williams đã soạn nhạc cho ba bộ phim đầu tiên và nhận được đề cử Giải Oscar cho bộ phim đầu tiên và thứ ba.